# Émerson dos Santos da Luz
Émerson dos Santos da Luz (Mindelo, 11 luglio 1982) è un ex calciatore capoverdiano, di ruolo centrocampista.

## Carriera

### Club
Ha giocato quasi sempre per club portoghesi, tranne quando andò in Romania al Gloria Bistrița.

### Nazionale
Tra il 2002 e il 2008 ha giocato per la nazionale capoverdiana.